# 슬로바키아 국립박물관
슬로바키아 국립박물관(슬로바키아어: Slovenské národné múzeum)은 슬로바키아 브라티슬라바에 소재한 박물관학 기관이다. 슬로바키아 국립 박물관은 브라티슬라바에 본부를 두고 있지만, 18개의 전문 박물관을 관장하고 있으며 그 중 대부분은 도시 외곽에 위치해 있다.